# フェレール・フェラン
フェレール・フェラン（Ferrer Ferran、本名：フェルナンド・フェレール・マルティネス（Fernando Ferrer Martínez）、1966年 - ）は、スペインの作曲家、指揮者、ピアノ奏者。日本では主として吹奏楽の作曲家として知られる。
名前の読みは、rr をスペイン語の強い巻き舌として特に強調して表現するために、フェルレル・フェルランと表記する場合がある。

## 来歴
1966年にバレンシアで生まれ、15歳でピアノと打楽器の学位を取得し、室内楽と伴奏法のディプロマを得たのち、ロンドンの王立音楽大学やハンガリーでも学ぶ。その後スペイン各地でリサイタルや室内楽のコンサート、国内のオーケストラとの協演を行い、作曲家、ピアニスト、指揮者として活躍するとともに、カステリョンの音楽院やバレンシアの高等音楽院（ca:Conservatorio_Superior_de_Música_"Joaquín_Rodrigo"）で作曲や伴奏法を教えている。バレンシア交響作曲協会（Asociación de Compositores Sinfónicos Valencianos, COSICOVA）の副会長も務める。

## 主要作品

### 吹奏楽作品
- 交響曲第1番「砂漠の嵐」（Tormenta del Desierto - Sinfonía nº 1 para Banda）
- 交響曲第2番「キリストの受難」（La Passió de Crist - Sinfonía nº 2 para Banda）
- 交響曲第3番「偉大なる精神」(El Gaudir del Geni, Sinfonia N.3)
- 交響曲第4番「巨人」（El Coloso, Sinfonia N.4）
- 交響曲第5番「アテナ」
- 小交響曲第1番「山の呼び声」（Echo De La Montagne, Sinfonietta N.1）
- 吹奏楽のための協奏曲(Concert Per A Orquestra de Vents i Percussió)
- 交響詩「マゼラン」（Magallanes - Poema Sinfónico para  Banda）
- 交響組曲「ミティカベントゥーラ」（Miticaventura - Suite Sinfónica para Banda）
- 交響組曲「ピノキオ」（Miticaventura - Suite Sinfónica Pinocho）
- スペイン風組曲「ラ・マンチャのある村に」（En un lugar de la Mancha - Suite Española para  Banda）
- 3つの交響的挿話「英知あふれる郷士（ドン・キホーテ）」（El Ingenioso Hidalgo - Tres Episodios Sinfónicos para Banda）
- 交響的挿話「ヘラクレスの塔」（La Torre de Hércules - Episodio Sinfónico para Banda）
- 交響詩「地獄の城」（Castelo do Inferno - Poema Sinfónico para  Banda）
- 「ジュートヴィント序曲」（Südwind Overture - Obertura para Banda Sinfónica）